# El tío del bus

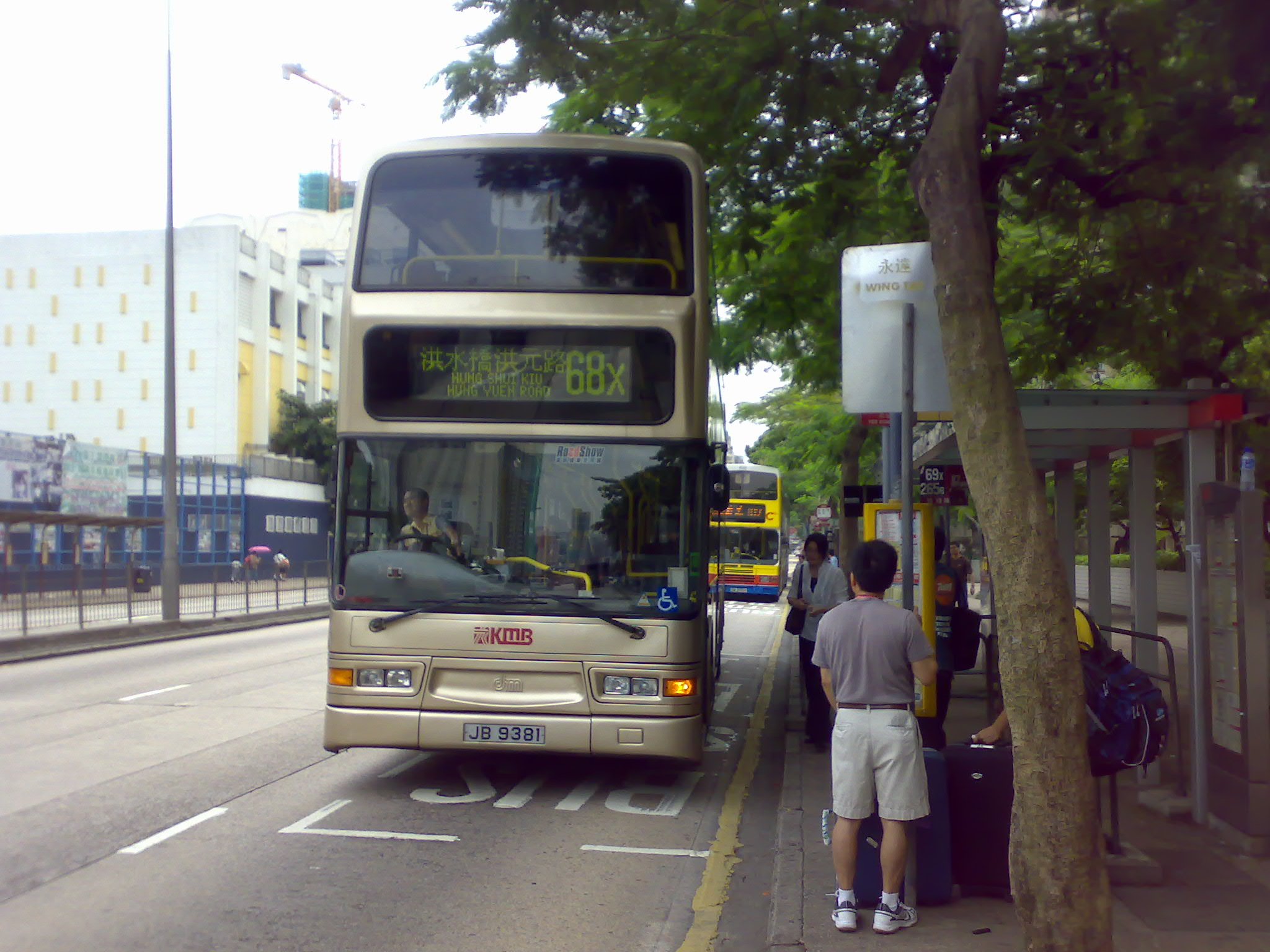
El incidente tuvo lugar en un autobús 68X de Kowloon Motor Bus en ruta a Yuen Long.

El tío del autobús es un videoclip viral cantonés de YouTube que trata sobre una pelea entre dos hombres en un autobús en Hong Kong el 27 de abril de 2006. Mientras que el hombre mayor, que fue apodado el tío del autobús, increpa al hombre sentado detrás de él, un pasajero usó un teléfono con cámara para grabar todo el incidente. El video resultante de seis minutos se cargó en el Hong Kong Golden Forum, YouTube y Google Video. El clip se convirtió en el video más visto de YouTube en mayo de 2006, atrayendo a los espectadores con sus arrebatos retóricos y el abundante uso de lenguaje soez por parte del hombre mayor, recibiendo 1.7 millones de visitas en las primeras 3 semanas de ese mes.
El video se convirtió en una sensación cultural en Hong Kong, inspirando un debate y una discusión vigorosos sobre el estilo de vida, la etiqueta, la conciencia cívica y la ética en los medios de comunicación de la ciudad, y finalmente atrajo la atención de los medios de comunicación de todo el mundo.

## Incidente
El video muestra el incidente que tuvo lugar en el piso superior de un autobús Kowloon Motor Bus de dos pisos, ruta no. 68X en ruta a Yuen Long, Hong Kong, aproximadamente a las 11:00 p. m. del 27 de abril de 2006. Comenzó cuando un joven pasajero con gafas tocó el hombro de un hombre de mediana edad que estaba frente a él y conversaba desde su teléfono móvil, pidiendo al hombre que bajara la voz. El hombre mayor afirmó más tarde que cuando sintió la palmadita en el hombro, se encontraba estresado por una discusión con su novia y estaba llamando a los servicios de ayuda psicológica. Sin embargo, el hombre más joven dijo que, de hecho, estaba simplemente conversando con amigos. El hombre mayor se dio la vuelta y comenzó un monólogo, despotricando por haber sido provocado innecesariamente. El hombre más joven, que casi no le respondió, expresó su deseo de terminar la discusión. Sin embargo, el hombre de mediana edad insistió en que el asunto no estaba resuelto y le pidió una disculpa. El hombre más joven se disculpó, le dio la mano a regañadientes, pero también se quejó al hombre mayor sobre los insultos que había hecho a su madre. Esta última advertencia resultó en más blasfemias aun del hombre mayor. El video termina con el hombre mayor recibiendo una llamada telefónica.

## Vídeo
El video fue filmado por un contable de 21 años y estudiante de psicología identificado como Jon Fong Wing Hang (chino 方穎恆, pinyin: Fāng Yǐnghéng; Jyutping: fong1 wing6 hang4). 
El 25 de mayo de 2006 Fong llamó a una emisora de radio y dijo que había grabado el incidente en un teléfono móvil por si el hombre que insultaba se volvía violento. Afirmó que había un segundo video aún por publicar en línea en el que el joven se burlaba del "Tío del bus" con un amigo en una conversación por teléfono. También dijo a los reporteros que a menudo grababa videos como pasatiempo, y que había planeado compartir éste con amigos. El videoclip tiene subtítulos en inglés que, aunque erróneos en algunas partes, nunca se alejan del sentido general de la versión cantonesa.
El título de "El tío del autobús" para el video fue acuñado por miembros de un foro de Internet en referencia al hombre mayor en el video. En Hong Kong es común referirse a un hombre mayor como "Tío" (阿叔), de ahí la traducción al inglés como "El tío del autobús". 
El 28 de mayo de 2006, este incidente fue mencionado en las principales noticias de la noche en TVB, así como en las noticias de televisión por cable. Las noticias del videoclip llegaron a los medios de comunicación occidentales y se distribuyeron ampliamente, publicándose en importantes revistas y medios internacionales a fines de mayo de 2006, como Channel NewsAsia, CNN y The Wall Street Journal.

## Involucrados
Cuando el video se hizo famoso, los reporteros situaron al "tío del autobús" cerca del final de la ruta del autobús 68X. Se descubrió que era Roger Chan Yuet Tung (chino: 陳 乙 東; Jyutping: can4 jyut3 dung1), un trabajador de un restaurante de 51 años que vivía en Yuen Long. El 23 de mayo de 2006, un agente de propiedades de 23 años de edad, Elvis Ho Yui Hei (chino: 何銳熙; Jyutping: ho4 jeoi6 hei1), previamente identificado erróneamente como "Alvin" o "Elvin"), llamó a un programa de entrevistas en Commercial Radio Hong Kong diciendo ser el joven involucrado en el relato.
Chan vivía solo, con poco contacto con su familia, aunque tenía una novia en Mong Kok. Estuvo desempleado durante más de diez años. Después de que se revelara su identidad se criticó a Chan por exigir una remuneración por las entrevistas. Chan murió en Nochebuena (24 de diciembre) de 2017, probablemente en China.
Ho hacía a menudo viajes largos en autobús hasta su casa, y con frecuencia les pedía a los pasajeros que bajasen la voz para poder dormir la siesta. Ho dijo que perdonó al "tío del autobús"  a pesar de que le había amenazado e insultado y comprendió el estrés que podía estar sufriendo el hombre mayor en esos momentos. Dijo que su paciencia a lo largo de la discusión estuvo inspirada en su práctica del t'ai chi ch'uan.

## Consecuencias
El diario Sing Tao Daily informó que Chan visitó la oficina de Ho el 31 de mayo de 2006 en Mong Kok para disculparse por la disputa e iniciar una propuesta de negocios para que el dúo celebrase una "Fiesta del tío del autobús". Chan fue rechazado y expulsado por Ho, quien expresó su indignación hacia los periodistas que organizaron la reunión y amenazó con emprender acciones legales contra la prensa.
El diario Ming Pao opinó que el uso de insultos y obscenidades por parte del "tío del autobús" y el comportamiento amenazador contravenían teóricamente el código general de conducta de los pasajeros de autobús y que había violado dos leyes de orden público: la Sección 46 (1) (a), (n) (ii) y 57 (1) de las Regulaciones de Tráfico (Vehículos de Servicio Público), y la Sección 17B (2) de la ordenanza de Orden Público, lo que potencialmente conllevaba sanciones económicas y prisión.
Los periodistas de Next Magazine entrevistaron a Chan en su casa en Yuen Long, y su entrevista se convirtió en la portada de la revista el 1 de junio de 2006. El 7 de junio de 2006, Chan, quien había sido contratado como oficial de relaciones públicas en la cadena de restaurantes Steak Expert, fue agredido físicamente mientras estaba de servicio, frente a testigos, por tres hombres enmascarados no identificados que luego huyeron de la escena. Sufrió lesiones graves en los ojos y la cara y fue ingresado en el servicio de emergencias para recibir tratamiento. El propietario del restaurante, el Sr. Lee, se enfrentó luego a la presión de su esposa e hija para despedir a Chan debido a las acusaciones de la revista sobre las andanzas de Chan en un bar de entretenimiento de karaoke de Shenzhen. Chan renunció después de que la esposa del propietario tomara una sobredosis de drogas, aparentemente en un esfuerzo por resolver el problema.

## Impacto social

### Efectos sobre la cultura popular
Algunas de las frases de Chan fueron usadas después con frecuencia, se imitaron y se parodiaron en Hong Kong, en particular entre los adolescentes. 「你有壓力，我有壓力. ( ¡Tienes estrés!,  ¡tengo estrés!), 「未解決！」 (¡No está resuelto!) se convirtieron en latiguillos en foros de Internet, carteles y programas radiofónicos. Se crearon varios videos musicales utilizando los latiguillos, que incluyen remixes de música pop, karaoke, rap, baile y música disco. También hubo parodias de disculpas, "recreaciones" del incidente con personajes de videojuegos, imágenes compuestas, carteles de películas y versiones que involucraban a Darth Vader y Adagio para cuerdas. También se produjeron y vendieron en Internet mercancías tales como camisetas de dibujos animados y tonos de llamada de teléfonos móviles.
En junio de 2006, TVB TV hizo una parodia del video para promocionar su cobertura de la Copa Mundial de la FIFA 2006, presentando a su comentarista deportivo Lam Sheung Yee (林尚義), cuya voz se parece a la de Chan, en un autobús e interpretando el papel del "tío del bus". En el vídeo, un pasajero sentado detrás de Lam Sheung Yee (interpretado por Lam Man Chung)  le pregunta a Lam Sheung Yee si  se siente estresado por sus responsabilidades en la próxima Copa del Mundo, que sería su última aparición en televisión antes de retirarse. Dándose la vuelta, Lam responde que no siente estrés y enfatiza que el problema (es decir, la demanda de los televidentes por la cobertura de la Copa del Mundo) se ha resuelto. El pasajero luego se ofrece para darle la mano a Lam Sheung Yee, pidiendo una tregua.
Además, las comedias de situación de ATV y TVB imitaron el video en algunos episodios. En el episodio 67 de la comedia de TVB Welcome to the House (高朋滿座), el personaje principal, un joven con gafas, trata de evitar que un hombre hable demasiado alto por el teléfono móvil estando en el cine. Como resultado,es severamente reprendido por el hombre. Una vez que su familia sabe del incidente por un video subido en Internet, enseñan al personaje a ser más asertivo y a no dejarse intimidar. Al final, puede hacer frente al mismo hombre cuando se encuentran nuevamente en el cine y lo expulsan del local.

### Estrés en Hong Kong
Aunque muchos encontraron el video divertido y entretenido, otros advirtieron que apuntaba a un pronóstico más alarmante y siniestro de la vida en Hong Kong llena de estrés, particularmente dentro de los autobuses, apodados "coches voladores de la muerte" y en otras áreas superpobladas. Lee Sing, director del Centro de trastornos del estado de ánimo de Hong Kong en la Universidad China de Hong Kong, advirtió que los entornos laborales de alto estrés de Hong Kong están generando una ciudad llena de "tíos del autobús". Lee estimó que uno de cada 50 habitantes de Hong Kong sufre un desorden explosivo intermitente, convirtiéndole a uno en una "bomba de relojería" de rabia y violencia.
El profesor de periodismo y experto en Internet Anthony Fung Ying-él también atribuyó la popularidad del video de baja resolución de un "evento trivial" al clima emocional de la ciudad.  Este vídeo se difundió ampliamente debido a su expresión universal de "los verdaderos sentimientos de la gente común".
Por otro lado, Ho Kwok Leung, un profesor de ciencias sociales aplicadas en la Universidad Politécnica de Hong Kong, sostuvo que la atención en torno al video reflejaba las vidas aburridas de la gente de Hong Kong. Con pocos temas interesantes para discutir, disfrutan el placer de difundir información a una gran audiencia y la creación de memes de Internet. Además, la prohibición del uso de algunas frases del video en ciertas escuelas hizo que el incidente fuera más atractivo. Este estilo de vida, según Leung, es un terreno fértil para el cultivo de una "cultura de videoclips".

### Conciencia cívica
Ah Nong (阿 濃, J: aa3 nung4, P: Ā Nóng), una popular figura literaria y artista en Hong Kong, creía que el incidente destacaba la apatía de la gente común de Hong Kong. Enfatizó que durante el acalorado intercambio entre Chan y Ho, ni un solo espectador acudió en ayuda de Ho. Recordó un incidente de unos años antes, cuando se enfrentó a un hombre que fumaba en la cubierta inferior de un autobús. Dijo que fue inútil quejarse al conductor del autobús, que no se molestó en perder el tiempo, por no hablar de los otros pasajeros. Ah Nong argumentó que en una sociedad así, una persona puede ser acusada de cometer delitos a pesar de sus buenas intenciones.
La gente apoyó el deseo de Ho para que el otro señor hablase en un volumen más bajo, así como también sintió simpatía por el estrés que sentía el "tío del autobús". Otras personas sostuvieron que las acciones de Chan no eran típicas de la etiqueta en Hong Kong. 
Apple Tse Ho Yi, ministro del Servicio Cristiano de Hong Kong, realizó una encuesta a 506 estudiantes mayores de 12 años después del incidente. De los encuestados que afirmaron que se habían encontrado con gente que hablaba en voz alta por teléfono en los autobuses, solo el 47% dijo que intervendría reclamando al usuario del teléfono o alertando al conductor. Las razones para la inacción incluyen el miedo, la apatía y la incapacidad para resolver el problema. En cuanto a la conciencia cívica, la mayoría de los encuestados no consideraron que hablar fuerte por teléfono sea un error. Tse concluyó que la generación actual de jóvenes de Hong Kong tiene poca conciencia cívica, y es natural que las disputas se produzcan a menudo debido a la desconsideración de unas personas a otras. Hablando sobre el incidente en la Radio Comercial, el periodista Chip Tsao describió el comportamiento de Chan como de "violación de ruido" y dijo que el incidente fue una manifestación de la tensión social subyacente, así como la mentalidad de un "hongkonés común". Criticó a Ho por ser un estereotipo de la juventud actual de Hong Kong: retraída y demasiado débil para defender su postura.
Michael DeGolyer, de Hong Kong Standard, consideró que la posición de Chan como la segunda "persona del año" anunciada por Radio Television Hong Kong podría haber afectado a la población en general. Ng Fung Sheung, un profesor de ciencias sociales de la Universidad de la ciudad de Hong Kong, explicó que las personas de Hong Kong tienden a charlar en voz alta en lugares públicos. Atribuyó este fenómeno a las pantallas de televisión que se encuentran en muchos vehículos y trenes, que emiten programas a gran volumen. Sugirió que el gobierno debería proporcionar una mejor educación cívica al público para que fuesen más considerados con los demás. Al tratar el tema de las escuelas que prohibieron el uso de frases como "¡Estoy estresado!" Ng dijo que los maestros debían poder distinguir si los estudiantes realmente sufrían un estado de estrés o simplemente estaban siguiendo la moda, y proporcionar orientación si era necesario.

## Crítica de la ética de los medios
Hubo quien negó que se pudiera extraer información social del video, argumentando que la histeria fue creada artificialmente por los periódicos sensacionalistas con el fin de impulsar la circulación y las ganancias. Clement So York-kee, director de la Escuela de Periodismo de la Universidad China de Hong Kong, advirtió que los métodos para dar a conocer el incidente entre Chan y Ho "no parecían ... [implicar la] práctica tradicional de dar noticias". Por ejemplo, varios medios de comunicación ofrecieron recompensas por desenmascarar la identidad del "tío del bus". A fines de mayo de 2006, un grupo de periodistas y fotógrafos iniciaron y siguieron la segunda reunión de Chan con Ho. Después de la negativa de Ho, llevaron al "tío del bus" a una cena y sesión de karaoke. Aunque esta información fue muy conocida, hubo quienes creían que se trataba de noticias creadas artificialmente y que no merecían la atención de la primera página. For example, several media outlets offered rewards on unmasking Bus Uncle's identity. In late May 2006, a group of journalists and photographers initiated and followed Chan's second meeting with Ho. After Ho's refusal, they brought Bus Uncle to a dinner and karaoke session. Although the session was widely reported, many believed it was artificially created news and unworthy of front-page attention.
Ta Kung Pao declaró que el incidente del "tío del autobús" fue una prueba para el profesionalismo de los medios de comunicación de Hong Kong, y su editorial señaló que Chan buscó una remuneración por las entrevistas e hizo muchos comentarios extraordinarios sobre él que se publicaron sin verificación. El editorial concluyó recomendando a los periodistas que no fabricasen noticias, sino que enfatizaran la verificabilidad de las historias y considerasen cuidadosamente si un incidente era de interés periodístico.
Otros sostuvieron que la histeria no fue producto de una conspiración de los medios de comunicación, sino más bien un reflejo de la curiosidad del público y el competitivo mercado de medios impulsado por el consumidor de Hong Kong. La situación también permitió a los comercializadores de teléfonos con cámara resaltar el posible valor cómico y llamar la atención sobre la preocupación por la privacidad.
Como consecuencia, aparecieron después otros videos similares, como el de una mujer en el aeropuerto de Hong Kong, que se vio envuelta en un pánico histérico después de perder su vuelo. Ese video fue visto 750,000 veces en cinco días.